# Fernando Climent
Fernando Climent Huerta (Coria del Río, 27 maggio 1958) è un ex canottiere spagnolo.

## Palmarès
- Giochi olimpici

Los Angeles 1984: argento nel due senza.